# Mikael Boman
Ernst Anders Mikael Boman (Kungsbacka, 14 luglio 1988) è un ex calciatore svedese, di ruolo attaccante.

## Palmarès

### Club

#### Competizioni nazionali
- Coppa di Svezia: 1

IFK Göteborg: 2014-2015
- Superettan: 1

Halmstad: 2020